# Carl Roschet

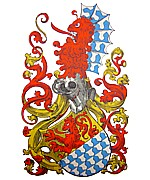
Wappen der Edelfreien von Rötteln, gezeichnet von Carl Roschet

Carl Roschet (* 1867; † 25. Januar 1925 in Basel) war ein Schweizer Kunstmaler und Heraldiker.

## Leben
Carl Roschet stammte aus einer Hugenottenfamilie, die nach Basel eingewandert war. Mit ihm starb das Geschlecht in der männlichen Linie aus.
Er gestaltete in Auftragsarbeit viele Ex Libris. Seine Signatur auf den Werken besteht aus seinen Initialen und ist meist ein vom C umschlossenes R. Aus Auktionen sind auch eine Reihe von Aquarellen mit Alpenmotiven bekannt. Ausserdem hinterliess er Farblithografien und Ölgemälde. Roschet gehörte zu Beginn des 20. Jahrhunderts zu den ersten Künstlern, die für die Basler Fasnachtscliquen Laternen bemalten. Roschet war für die «Vereinigten Kleinbasler» tätig.
Roschet war Mitglied der Schweizerischen Heraldischen Gesellschaft. Seit 1916 widmete er sich fast ausschliesslich der Heraldik. Als Heraldiker bekannt wurde Roschet durch seine Illustration des von Wilhelm Richard Staehelin herausgegebenen Wappenbuchs der Stadt Basel und des Basler Wappenkalenders.
Das Wappenbuch der Stadt Basel wurde von Wilhelm Richard Staehelin herausgegeben, der auch mit August Burckhardt und Arno Lutz die genealogischen Erläuterungen schrieb. Es erschien im Verlag Helbing Lichtenhahn. Das «Buch» ist eigentlich ein Tafelwerk, wobei jede der elf Folgen aus etwa 50 Tafeln besteht – insgesamt 551 Wappentafeln. Der Basler Wappenkalender erschien in fünf Jahrgängen (1917; 1918; 1919; 1920; 1927). Nach Roschets Tod (1925) übernahm Lothar Albrecht die Illustration des letzten Jahrgangs.